# Opheliidae
Famille
Les Opheliidae forment une famille de vers marins polychètes.

## Liste des genres
Selon World Register of Marine Species (10 novembre 2015) :
- sous-famille Opheliinae
  - genre Neomeris O.G. Costa, 1844
  - genre Ophelia Savigny, 1822
  - genre Thoracophelia Ehlers, 1897
- sous-famille Ophelininae
  - genre Ophelina Örsted, 1843
- genre Ammotrypanella McIntosh, 1878
- genre Antiobactrum Chamberlin, 1919
- genre Armandia Filippi, 1861
- genre Nais (auctt. not Nais Müller 1774)
- genre Polyophthalmus Quatrefages, 1850
- genre Pygophelia M. Sars, 1869
- genre Tachytrypane McIntosh, 1876

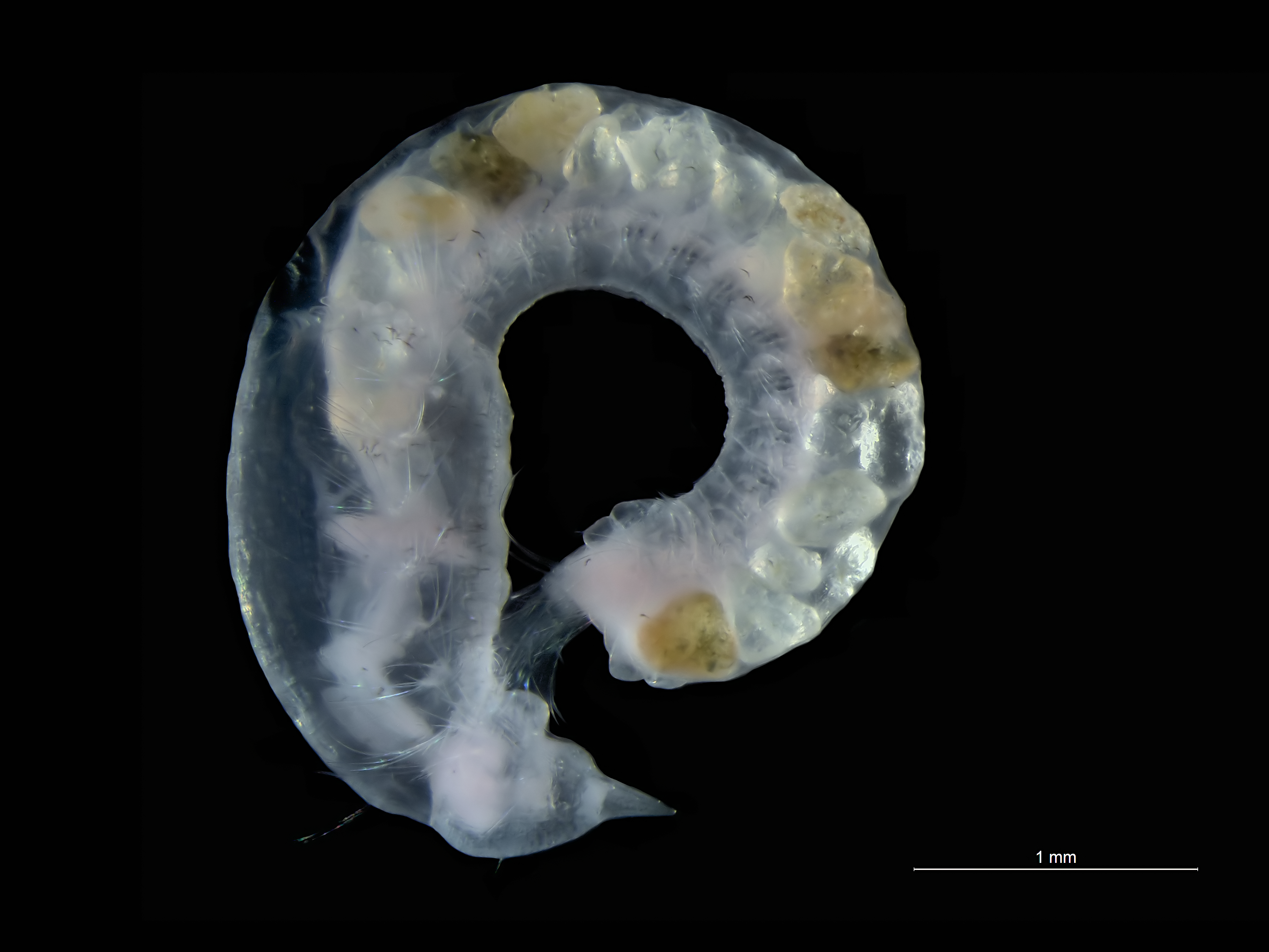
Euzonus flabelligerus
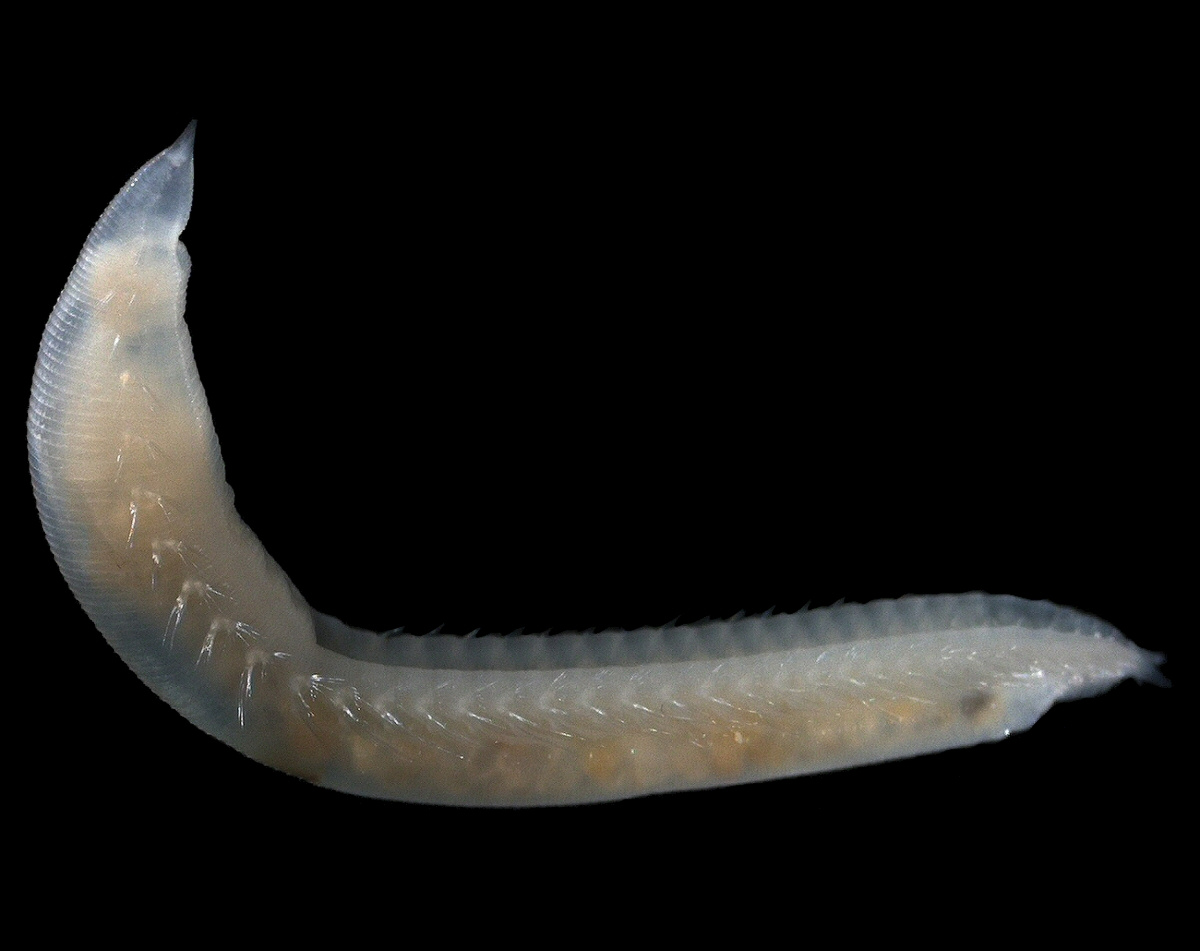
Ophelia limacina
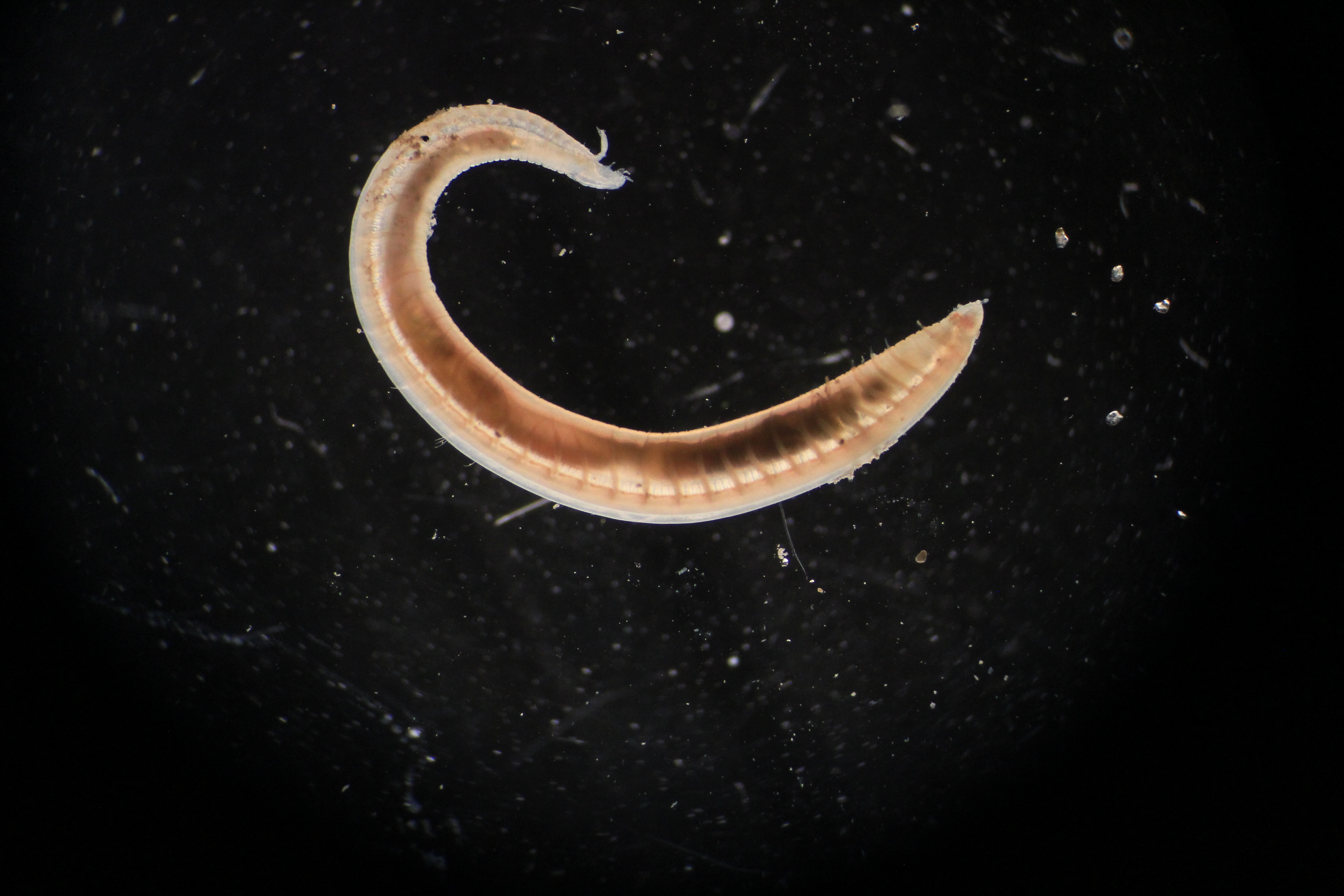
Ophelina acuminata